# USS John F. Kennedy (CV-67)
Pour les autres navires du même nom, voir USS Kennedy.
L’USS John F. Kennedy (CV-67) est un porte-avions de l'US Navy. Il devait être le quatrième porte-avions de la classe Kitty Hawk, mais a subi tellement de modifications (propulsion nucléaire à l'origine, pont plus court, puis retour à la propulsion classique, changement de cheminée) qu'il forme une classe à lui seul. Il fut le dernier porte-avions à propulsion classique à avoir été construit pour l'US Navy.

## Historique
À l'origine l'USS John F. Kennedy devait être propulsé par quatre réacteurs nucléaires Westinghouse A3W pour devenir le second porte-avions nucléaire au monde après le USS Enterprise (CVN-65), mais pour des questions de réduction de budget, une propulsion classique fut retenue, entrainant une profonde modification de la coque et le rajout d'une cheminée.
Il fut baptisé le 27 mai 1967 par Jacqueline Kennedy et sa fille de neuf ans, Caroline à Newport News, Virginie et entra en service le 7 septembre 1968 rejoignant la Sixième flotte des États-Unis en mer Méditerranée en avril 1969.
Les armes nucléaires qu'emportait le navire pour son groupe aérien ont été débarquées en février 1993.
Il fut retiré du service le 23 mars 2007 et stationne depuis le 22 mars 2008 au Naval Inactive Ship Maintenance Facility de Philadelphie.
En 2021, l'US Navy vend le porte-avion pour un centime à la société International Shipbreaking Limited (ISL), une entreprise de démolition de navires. Il quitte le Philadelphie pour le chantier de démolition de Browsnville au Texas le 17 janvier 2025.
Un second porte-avions portant ce nom, l’USS John F. Kennedy (CVN-79) est en construction depuis 2011.

Underway to the breakers,,

## L'accident duKennedy
Le 14 septembre 1976, un F-14 Tomcat, à la suite d’un problème de catapulte, tombe du pont du John F. Kennedy, avec ses missiles AIM-54 Phoenix dans les eaux internationales, au large de l’Écosse. Une course navale (surface et sous-marine) s’engage alors entre les marines soviétiques et américaines afin de récupérer non seulement l’avion (à cause de son système d’arme) mais aussi des missiles. Les deux membres d’équipages s’éjectèrent à la dernière seconde et atterrirent sur le pont d’envol, blessés mais vivants. Plus tard le  même jour, l’USS Bordelon (en) (DD881), connaît des difficultés de navigation pendant le ravitaillement et entre en collision avec le John F Kennedy. Six marins sont blessés, l’USS John F. Kennedy poursuit sa mission tandis que l’USS Bordelon doit rentrer à Plymouth, Grande-Bretagne pour réparation et sera retiré du service le 1er février 1977.

## Opérations
- Liban en 1983 après l'attentat de la Force multinationale de sécurité à Beyrouth.

- Incident du Golfe de Syrte (1989)

## Le USSJohn F. Kennedydans la culture populaire
Dans le film 2012, le porte-avions percute la Maison-Blanche et la détruit entièrement, pendant le tsunami qui atteint la côte Est des États-Unis.
Le JFK figure très largement en bande-dessinée dans le triptyque[pas clair]  des "Aventures de Buck Danny", "Alerte Nucléaire" (Mission Apocalypse, Les Pilotes de l'Enfer et Le Feu du Ciel).